# Gymnobela vicella
Gymnobela vicella é uma espécie de gastrópode do gênero Gymnobela, pertencente a família Raphitomidae.